# Emily Borthwick
Emily Borthwick (* 2. September 1997 in Worthing) ist eine britische Leichtathletin, die sich auf den Hochsprung spezialisiert hat.

## Sportliche Laufbahn
Erste Erfahrungen bei internationalen Meisterschaften sammelte Emily Borthwick im Jahr 2021, als sie bei den Halleneuropameisterschaften in Toruń mit übersprungenen 1,85 m den achten Platz belegte. Im August nahm sie dank ihrer Position in der Weltrangliste an den Olympischen Spielen in Tokio teil, verpasste dort aber mit 1,93 m den Finaleinzug. Im Jahr darauf startete sie bei den Hallenweltmeisterschaften in Belgrad und gelangte dort mit 1,84 m auf den geteilten zehnten Platz. Im Juli schied sie bei den Weltmeisterschaften in Eugene mit 1,81 m in der Qualifikationsrunde aus und anschließend gelangte sie bei den Commonwealth Games in Birmingham mit 1,76 m auf Rang elf.

## Persönliche Bestleistungen
- Hochsprung: 1,93 m: 12. Juni 2021 in Genf
  - Hochsprung (Halle): 1,95 m, 5. Februar 2022 in Hustopeče